# Huis van Nuaimi
Het Huis van Nuaimi is de heersende koninklijke familie van Ajman, een van de zeven emiraten die samen de Verenigde Arabische Emiraten (VAE) vormen.

## Naam
De familienaam is afgeleid van het enkelvoud van 'Na'im': de Na'im is een grote stammenconfederatie verdeeld in drie secties, de Al Bu Kharaiban, de Khawatir en de Al Bu Shamis (enkelvoud Al Shamsi). De heersers van Ajman zijn afkomstig uit de sectie Al Bu Kharaiban.

## Geschiedenis
De oprichting van Ajman onder de heerschappij van Al Nuaimi vond plaats toen Rashid bin Humaid Al Nuaimi en vijftig van zijn volgelingen de kustnederzetting Ajman in een kort conflict innamen van leden van de stam Al Bu Shamis. Pas in 1816 of 1817 viel het fort van Ajman definitief in handen van de volgelingen van Rashid, waarna zijn heerschappij werd gesteund door de machtige sjeik van de naburige steden Sharjah en Ras Al Khaimah, Sultan bin Saqr Al Qasimi.

## Lijst van heersers
- Rashid bin Humaid Al Nuaimi (1816-1838)
- Humaid bin Rashid Al Nuaimi (1838-1841)
- Abdelaziz bin Rashid Al Nuaimi (1841-1848)
- Humaid bin Rashid Al Nuaimi (1848-1864)
- Rashid bin Humaid Al Nuaimi II (1864-1891)
- Humaid bin Rashid Al Nuaimi II (1891-1900)
- Abdulaziz bin Humaid Al Nuaimi (1900-1910)
- Humaid bin Abdulaziz Al Nuaimi (1910-1928)
- Rashid bin Humaid Al Nuaimi III (1928-1981)
- Humaid bin Rashid Al Nuaimi III (1981-heden)